# Твердилово
Тверди́лово (рос. Твердилово) — село у складі Бузулуцького району Оренбурзької області, Росія.

## Населення
Населення — 491 особа (2010; 500 у 2002).
Національний склад (станом на 2002 рік):
- росіяни — 86 %